# Conte de neige
Pour plus de détails, voir Fiche technique et Distribution.
Conte de neige (en russe : Снежная сказка) est un film soviétique réalisé par Alekseï Sakharov et Eldar Chenguelaia, sorti en 1959,.

## Fiche technique
- Réalisation : Alekseï Sakharov, Eldar Chenguelaia
- Photographie : Viktor Listopadov, Youri Skhirtladze
- Musique : Youri Levitin
- Décors : Lev Miltchin

## Distribution
- Alla Kozhokina : Lyolya
- Klara Loutchko : Black Soul
- Zinaida Naryshkina : Paper Soul
- Vera Altayskaya (en) : Sale Soul
- Evgueni Leonov : Old Year
- Nikolaï Sergueïev : Petushkov
- Mikhaïl Pougovkine : Chauffeur
- Margarita Korabelnikova : Lyolya / Mitya Timoshkin (voix)
- Youri Sarantsev : Chauffeur (voix)